# チャーネット・モフェット

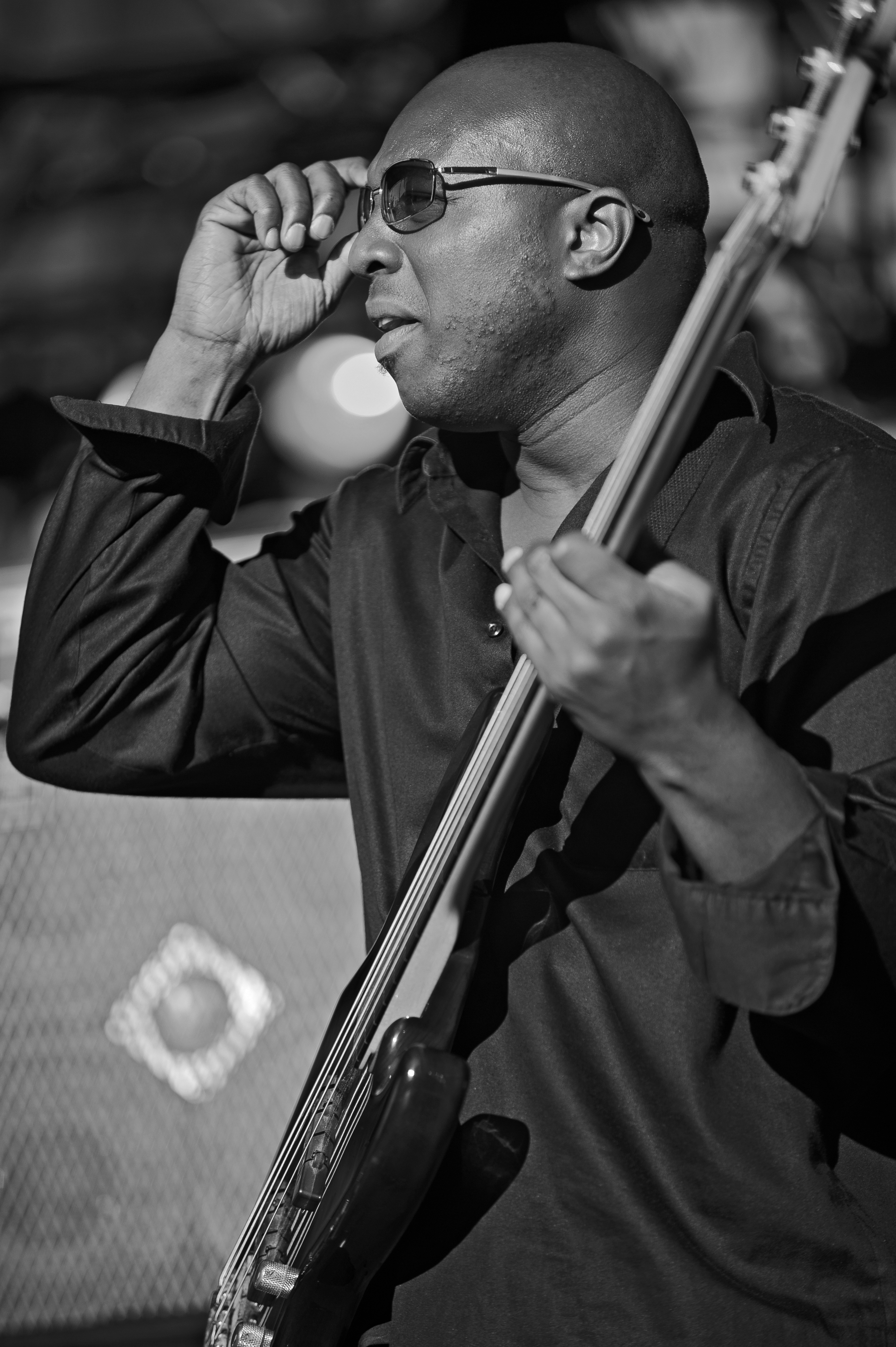
2008年のデトロイト国際ジャズフェスティバルにて。

チャーネット・モフェット（Charnett Moffett、1967年6月10日  - 2022年4月11日）は、アメリカのジャズ・ベーシスト。 
モフェットは家族の結成したバンドでベースを弾き始め、8歳でツアーを始める。1987年にはブルーノート・レコードよりデビュー・アルバム『チャーネット・モフェット (Net Man)』を発表した。デイヴィッド・マシューズやルー・ソロフ等と結成したマンハッタン・ジャズ・クインテットのメンバーとしても知られる。ブルーノート・レコードなどに自身のリーダー作を複数残している他、様々なミュージシャンの作品に参加している。共演したミュージシャンは、アート・ブレイキー、オーネット・コールマン、ファラオ・サンダース、ディジー・ガレスピー、エリス・マルサリス、ブランフォード・マルサリス、ウィントン・マルサリス、ケニー・カークランド、ソニー・シャーロック、スタンリー・ジョーダン、ウォレス・ルーニー、アルトゥーロ・サンドヴァル、コートニー・パイン、デイヴィッド・サンボーン、デヴィッド・サンチェス、ダイアン・リーヴス、フランク・ロウ、ハリー・コニック・ジュニア、ハービー・ハンコックなど数多い。
2022年4月11日、精力的に活動していたモフェットは近年、三叉神経痛を患い治療を続けていたが、心臓発作のため、スタンフォード大学病院で死去した、54歳没。

## ディスコグラフィ

### リーダー・アルバム
- 『チャーネット・モフェット』 - Net Man (1987年、Blue Note)
- 『愛の美学』 - Beauty Within (1989年、Blue Note)
- 『ネットワーク』 - Nettwork (1991年、Manhattan)
- 『リズム&ブラッド〜ユニティ』 - Rhythm And Blood (1994年、Sweet Basil)
- 『プラネット・ホーム』 - Planet Home (1995年、Evidence)
- 『スティル・ライフ』 - Still Life (1997年、Evidence)
- 『チャーネット・モフェット・アコースティック・トリオ』 - Acoustic Trio (1998年、Sweet Basil)
- For the Love of Peace (2004年、Piadrum)
- Internet (2006年、Piadrum)
- The Art of Improvisation (2009年、Motema)
- 『トレジャー』 - Treasure (2010年、Motema)
- Spirit of Sound (2013年、Motema)
- The Bridge (2013年、Motema)
- Music from Our Soul (2017年、Motema)
- Bright New Day (2019年、Motema)
- Round the World (2020年、Motema)
- New Love (2021年、Motema)

ジェネラル・ミュージック・プロジェクト (G.M.プロジェクト)

共同リーダー with ケニー・ギャレット
- 『G.M.プロジェクト』 - General Music Project (1997年、Evidence) ※with ジェリ・アレン
- 『ブラッカー』 - Blacker (1997年、Sweet Basil) ※with サイラス・チェスナット
- 『2』 - General Music Project II (1998年、Evidence) ※with 同上
- 『ミスターJ.P.』 - Mr. J.P. (2001年、VideoArts) ※with ルイス・ヘイズ、カルロス・マッキニー